# Nyctemera ploesslo
Nyctemera ploesslo es una polilla de la familia Erebidae, descubierto por Karel Černý en 2009. Se encuentra en Tailandia.